# Марсел Дасо
Марсел Дасо (фр. Marcel Dassault), право име Марсел Блох (фр. Marcel Bloch; Париз, 22. јануар 1892 — Неји сир Сен, 17. април 1986) је био француски индустријалист у области производње авиона.

## Биографија
Дасо је завршио лицеј Кондорсе, школу Бреге (данас Високу школу за инжењере у електроници и електротехници) и Супаеро (Националну високу школу за аеро- и космонаутику).
Изумео је тип авионског пропелера који је француска армија користила током Првог светског рата и основао авионску компанију Société des Avions Marcel Bloch ("Авионска компанија Марсел Блох"). Након национализације његове фирме под Народним фронтом 1936, остао је у њој као директор. Током Другог светског рата је као Јеврејин депортован у концентрациони логор Бухенвалд у Немачкој, одбијајући сарадњу са немачком авио-индустријом.
Године 1949. је променио своје презиме у Блох-Дасо, а затим у Дасо. Дасо је био псеудоним његовог брата Даријуса Пола Дасоа у француском Покрету отпора, и потиче од char d'assaut, француске речи за тенк. Марсел Дасо је затим 1950. прешао у католицизам.
Након рата, Марсел Дасо је изградио водећег произвођача војних авиона у Француској, компанију Avions Marcel Dassault. На челној позицији групе наследио га је његов син Серж.
Марсел Дасо је сахрањен на гробљу Паси у париском 16. арондисману.